# Parigi-Roubaix 1955
La Parigi-Roubaix 1955, cinquantatreesima edizione della corsa, fu disputata il 10 aprile 1955, per un percorso totale di 249 km. Fu vinta dal francese Jean Forestier, giunto al traguardo con il tempo di 6h06'42" alla media di 40,740 km/h davanti a Fausto Coppi e Louison Bobet.
Presero il via da Parigi 158 ciclisti, 72 di essi tagliarono il traguardo a Roubaix.

## Ordine d'arrivo (Top 10)
| Pos. | Corridore         | Squadra             | Tempo    |
| ---- | ----------------- | ------------------- | -------- |
| 1    | Jean Forestier    | Follis              | 6h06'42" |
| 2    | Fausto Coppi      | Bianchi             | a 15"    |
| 3    | Louison Bobet     | Bobet-BP            | s.t.     |
| 4    | Gilbert Scodeller | La Perle-Hutchinson | s.t.     |
| 5    | Raymond Impanis   | Elvé-Peugeot        | a 42"    |
| 6    | Ernest Sterckx    | L'Avenir            | s.t.     |
| 7    | Hugo Koblet       | Cilo                | s.t.     |
| 8    | Bernard Gauthier  | Mercier-BP          | s.t.     |
| 9    | Jacques Dupont    | La Perle-Hutchinson | a 1'08"  |
| 10   | Joseph Planckaert | Elvé-Peugeot        | s.t.     |